# Adónios Mérlos
Antónios Mérlos ou Adónios Mérlos (grec moderne : Αντώνιος Μέρλος) ou Antónis Mérlos (grec moderne : Αντώνης Μέρλος ; né le 4 avril 1999) est un athlète grec, spécialiste du saut en hauteur.

## Carrière
Il débute l'athlétisme en 2013 après avoir joué au football.
Le 14 juillet 2018, en franchissant comme Roberto Vílches la mesure de 2,23 m au premier essai, il devient avec lui champion du monde junior à Tampere.

## Palmarès
| Date | Compétition                       | Lieu     | Résultat | Marque |
| ---- | --------------------------------- | -------- | -------- | ------ |
| 2015 | Championnats des Balkans en salle | Istanbul | 5e       | 2,05 m |
| 2016 | Championnats des Balkans en salle | Istanbul | 8e       | 2,11 m |
| 2016 | Championnats d'Europe cadets      | Tbilissi | 2e       | 2,16 m |
| 2017 | Championnats d'Europe juniors     | Grosseto | 10e      | 2,14 m |
| 2018 | Championnats du monde juniors     | Tampere  | 1er      | 2,23 m |
| 2019 | Championnats d'Europe espoirs     | Gävle    | 9e       | 2,11 m |

## Records
| Épreuve         | Épreuve   | Marque | Lieu    | Date            |
| --------------- | --------- | ------ | ------- | --------------- |
| Saut en hauteur | Plein air | 2,23 m | Tampere | 14 juillet 2018 |
| Saut en hauteur | Plein air | 2,15 m | Clemson | 10 février 2018 |